# 朱凤瀚
朱凤瀚（1947年7月—），男，江苏淮安人，生于北京，中华人民共和国历史学家，中国历史博物馆馆长，中国国家博物馆常务副馆长、党委副书记。

## 生平
朱凤瀚是中国共产党党员。1982年在南开大学获历史学硕士学位。1988年在南开大学获历史学博士学位。1990年任南开大学历史系教授，1993年任博士生导师，1995年任系主任，同年任南开大学人文学院副院长。1998年7月任中国历史博物馆副馆长，2000年7月任馆长。2003年2月任中国国家博物馆常务副馆长、党委副书记。2005年12月，任北京大学历史系教授、博士生导师。2010年后，兼任北京大学出土文献研究所负责人。

## 社会兼职
兼任北京大学及南开大学历史系教授、博士生导师，南开大学学术委员会委员、中国博物馆学会副理事长、中国先秦史学会副会长、中国殷商文化学会副会长、北京大学中国考古学研究中心与中国古代史研究中心学术委员会委员、北京大学历史系学术委员会委员、中国社会科学院考古研究所《考古学报》、《考古》杂志编委等职。

## 荣誉
是中华人民共和国人事部批准的国家级“有突出贡献的中青年专家”。

## 著作
朱凤瀚主要从事中国古代史·先秦史、古文字、青铜器研究。主要著作有：
- 《商周家族形态研究》
- 《古代中国青铜器》
- 《先秦史研究概要》[3]
- 《中国青铜器综论》
- 《中国国家博物馆馆藏研究丛书·甲骨文卷》（与沈建华联合编撰）